# Бездымный порох

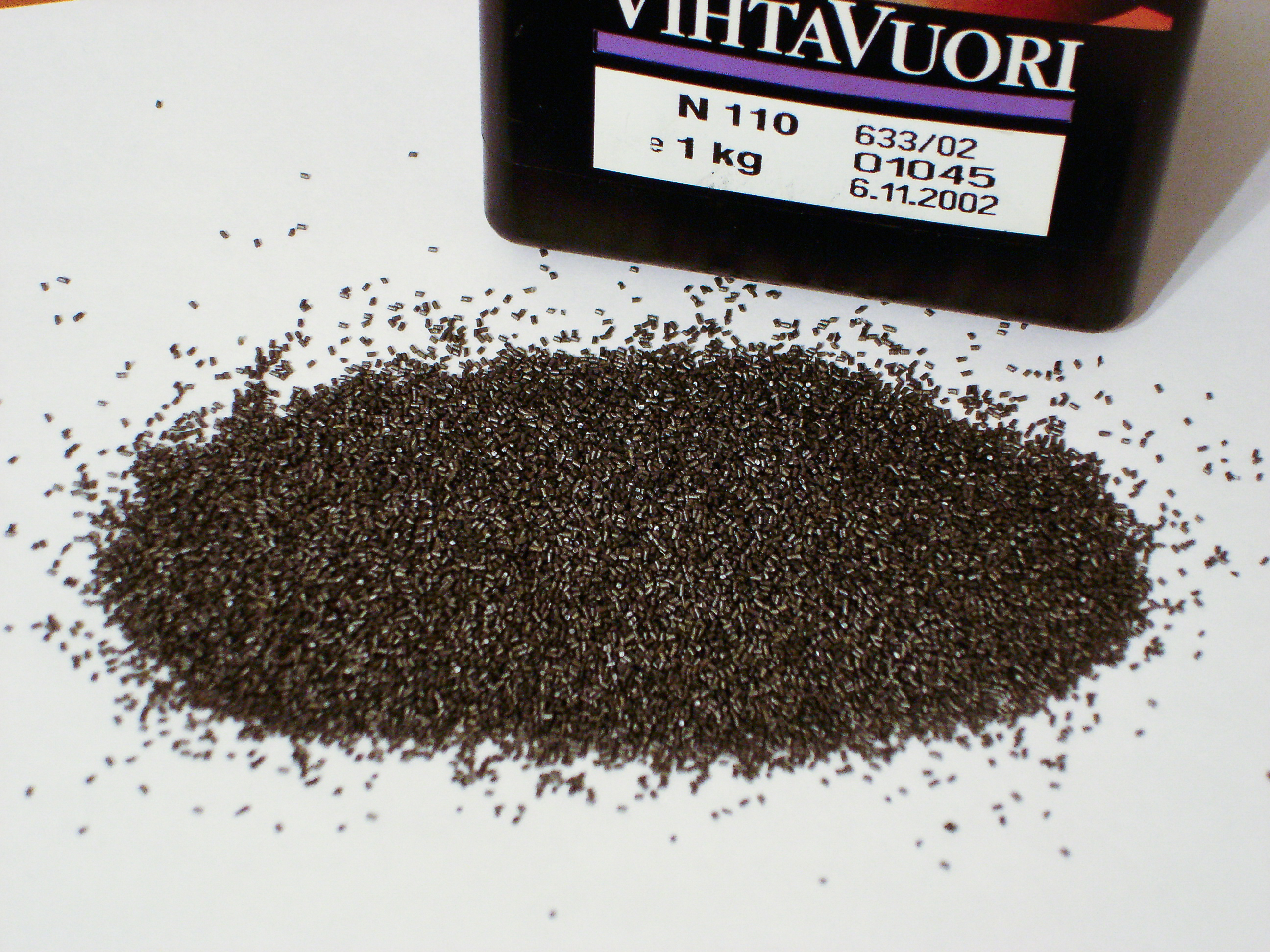
Бездымный порох

Безды́мный по́рох (англ. Smokeless powder) или нитропорох (англ. nitro powder) — групповое название метательных взрывчатых веществ на основе нитрата целлюлозы, используемых в огнестрельном оружии и артиллерии, в твердотопливных ракетных двигателях, которые при сгорании не образуют твёрдых частиц (дыма), а только газообразные продукты сгорания, в отличие от дымного (чёрного) пороха.
Типы бездымного пороха включают кордит, баллистит и, традиционно, белый порох. Они классифицируются на одноосновный, двухосновный и трёхосновный.

## Описание
Бездымный порох состоит из нитроцеллюлозы (одноосновный), обычно с добавлением до пятидесяти процентов нитроглицерина (двухосновный), и иногда нитроглицерина в сочетании с нитрогуанидином (трёхосновный). Конечный продукт гранулируется в сферические частицы или прессуется в цилиндры или хлопья при помощи растворителей типа эфира. Также дополнительной составляющей бездымного пороха могут быть стабилизаторы и баллистические модификаторы.
Двухосновные порохи обычно используются в изготовлении патронов для стрелкового и охотничьего оружия, в то время как трёхосновные более широко применяются в артиллерии и двигателях ракет небольшого калибра.
Причина бездымности этих порохов состоит в том, что продукты окисления их ингредиентов в основном газообразны, по сравнению с чёрным порохом, выделяющим при сгорании до 55 % твердых веществ (карбонат калия, сульфат калия и пр.).
Бездымный порох горит только по поверхности гранул, хлопьев или цилиндров — для краткости, гранул. Бо́льшие гранулы сгорают медленнее и скорость их сгорания также контролируется специальным покрытием, мешающим горению, основная функция которого — регулировать более-менее постоянное давление на вращающуюся пулю или снаряд, ещё не покинувшие ствол орудия, что позволяет им достигать максимальной скорости.
Самые большие гранулы в пушечном порохе. Они представляют собой цилиндр, достигающий размера пальца руки, в котором проделаны семь отверстий (одно по оси симметрии, а остальные шесть — расположены по кругу центрального поперечного сечения). Эти отверстия стабилизируют процесс горения благодаря тому, что пока внешняя поверхность, сгорая, уменьшает внешнюю площадь горения, сгорает и внутренняя поверхность, увеличивая внутреннюю площадь горения. Изнутри горение в грануле происходит быстрее, таким образом позволяя поддерживать давление в стволе постоянным, при увеличении в нём свободного пространства из-за движения пули/снаряда вперёд.
Быстрогорящие пистолетные пороха делаются таким образом, чтобы поверхность их гранул была максимальной, как у хлопьев или плоских дисков.
Сушат порох в основном в вакууме. При сушке растворители конденсируются и могут быть снова использованы в процессе изготовления. Гранулы также покрываются графитом с целью избежать их возгорания от искр статического электричества.

## История

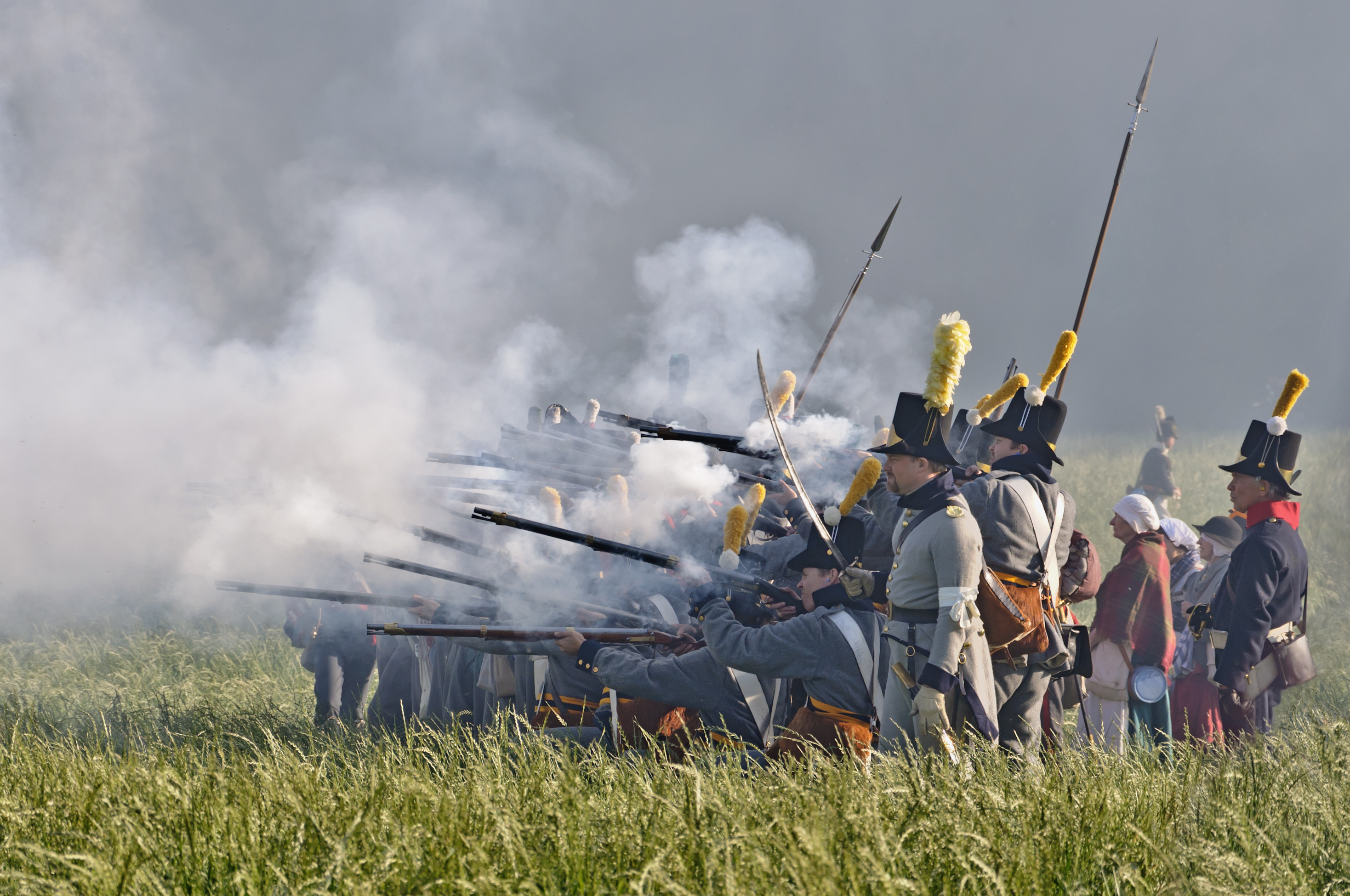
До внедрения бездымного пороха, первый же залп окутывал огневую позицию густым непроглядным дымом, делая дальнейшую стрельбу пальбой наугад

### Пироксилин
Со времен Наполеона командующие войсками часто жаловались на невозможность отдавать приказы в бою из-за сильного задымления, вызванного порохом, использовавшимся в ружьях.
Большой прорыв вперёд был сделан с изобретением пироксилина — материала, основанного на нитроцеллюлозе. Он нашёл широкое применение в артиллерии.
Однако пироксилин имел ряд существенных недостатков. Пироксилин был более мощным, чем дымный порох, но в то же время менее стабильным, что делало его неподходящим для использования с огнестрельным оружием малых размеров — не только из-за большей опасности в полевых условиях, но и из-за повышенного износа оружия. Оружие, которое могло выстрелить тысячи раз обычным порохом, приходило в негодность после нескольких сотен выстрелов с более мощным пироксилином. Также происходило множество взрывов на фабриках по производству пироксилина из-за небрежного отношения к его нестабильности и средствам стабилизации.
По этим причинам применение пироксилина было приостановлено на двадцать с лишним лет, до тех пор пока люди не научились его «приручать». Лишь в 1880 году пироксилин стал жизнеспособным взрывчатым веществом.

### Белый порох
В 1884 году Поль Вьель (Paul Vieille) изобрёл бездымный порох, названный Poudre B, который был основан на желатинизированной нитроклетчатке (68% нерастворимой в диэтиловом эфире тринитроцеллюлозы смешана с 30% растворённой в эфире динитроцеллюлозы с добавкой 2% парафина), с дальнейшим образованием пороховых элементов и последующей сушкой зёрен пороха.
Конечное взрывчатое вещество, которое в наши дни называют нитроцеллюлозой, содержит несколько меньшее количество азота, чем пироксилин, поэтому оно легче желатинизируется спирто-эфирной смесью. Большим достоинством данного пороха было то, что он, в отличие от пироксилина, горит послойно, что делало его баллистические свойства предсказуемыми.
Порох Вьеля произвёл революцию в мире стрелкового огнестрельного оружия по нескольким причинам:
- Больше практически не было дыма, тогда как ранее после нескольких выстрелов с использованием чёрного пороха поле зрения солдата сильно сужалось из-за клубов дыма, что мог исправить только сильный ветер. Кроме того, позиция стрелка не выдавалась клубом дыма из винтовки.
- Poudre B давал большую скорость вылета пули, что означало более прямую траекторию, что повышало точность и дальность стрельбы; дальность стрельбы достигла 1000 метров.
- Так как Poudre B был в три раза мощнее чёрного пороха, то его требовалось намного меньше. Боеприпасы облегчались, что позволяло войскам носить с собой большее количество боеприпасов при той же их массе.
- Патроны срабатывали, даже будучи мокрыми. Основанные же на чёрном порохе боеприпасы должны были храниться в сухом месте, поэтому их всегда переносили в закрытых упаковках, препятствовавших попаданию влаги.

Порох Вьеля был использован в винтовке Лебеля, которую сразу же приняла на вооружение французская армия, чтобы использовать все преимущества нового пороха над чёрным. Другие европейские страны поспешили последовать примеру французов и тоже перешли на аналоги Poudre B. Первыми были Германия и последовавшая за ней Австрия, которые ввели новое вооружение в 1888 году.

### Баллистит и кордит
Примерно в одно время с Вьелем  в 1887 году в Великобритании Альфред Нобель разработал баллистит, один из первых нитроглицериновых бездымных порохов, состоящий из равных частей пороха и нитроглицерина, и получил на него британский патент.
Баллистит был модифицирован Фредериком Абелем и Джеймсом Дьюаром в новый состав, названный кордит.  Он также состоит из нитроглицерина и пороха, но использует самую нитрированную разновидность пороха, нерастворимую в смесях эфира и спирта, в то время как Нобель использовал растворимые формы. Кордит стал основным видом бездымных взрывчатых веществ на вооружении британской армии в течение XX века.
Кордит стал предметом судебных исков между Нобелем и британским правительством в 1894 и 1895 гг. Нобель считал, что его патент на баллистит также включает и кордит, на практике невозможно приготовить одну из форм в чистом виде, без примеси второй. Суд вынес постановление не в пользу Нобеля.
В 1889 году британский патент на похожий состав также получил оружейник Хайрем Максим, а в 1890 году его брат Хадсон Максим запатентовал этот состав в США.
Эти новые взрывчатые вещества были более стабильными и более безопасными в обращении, чем белый порох, и, что немаловажно — более мощными.

### Пироколлодийный порох
23 января 1891 года  Дмитрий Иванович Менделеев
создал и дал название этому пороху «пироколлодийный» — по полученному
и названному им же виду нитроклетчатки — «пироколлодий». Вид 
нитроцеллюлозного пороха, в состав которого входит хорошо растворимая 
нитроклетчатка и собственно растворитель, дополнительными компонентами 
являются различные присадки, предназначенные для стабилизации 
газообразования.  Началось производство на Шлиссельбургском заводе под Санкт-Петербургом. Осенью 1892 года, с участием главного инспектора артиллерии морского флота  адмирала С. О. Макарова,
испытан пироколлодийный порох. За полтора года под руководством Д. 
И. Менделеева разработана технология пироколлодия — основы российского 
бездымного пороха. После испытаний 1893 адмирал С. О. Макаров подтвердил
пригодность нового "бездымного зелья" для использования в орудиях всех 
калибров.
В 1895—1896 годах «Морской сборник» печатает две большие статьи Д. И. Менделеева 
под общим заголовком «О пироколлодийном бездымном порохе», где особо 
рассматривается химизм технологии и приводится реакция получения 
пироколлодия. Характеризуется объём газов, выделяемых при его горении, 
последовательно и подробно рассматривается сырьё. Д. И. Менделеев, 
скрупулёзно сравнивая по 12 параметрам пироколлодийный — с другими 
порохами, демонстрирует его неоспоримые достоинства, прежде всего —
стабильность состава, гомогенность, отсутствие «следов детонации».

### Желатиновый порох
Иван Платонович Граве — профессор Михайловской артиллерийской академии, полковник, — в 1916 году усовершенствовал французское изобретение: получил бездымный порох на другой основе — на нелетучем растворителе, — коллоидный, или желатиновый, порох. Он легко поддавался формовке и даже обработке на токарном станке. Применялся желатиновый порох в виде пороховых элементов с большой толщиной стенки (более нескольких миллиметров).
В 1926 году в СССР Граве получил патент на это изобретение. Главное артиллерийское управление (ГАУ) подтверждает его авторство в разработке пороха и снарядов для «Катюши».

## Применение
В наши дни пороха, основанные только на нитроцеллюлозе, известны как одноосновные, а кордитоподобные известны как двухосновные. Также были разработаны трёхосновные кордиты (Cordite N и NQ) с добавкой нитрогуанидина, изначально использовавшиеся в больших пушках морских боевых кораблей, но нашедшие своё применение и в танковых войсках, а ныне использующиеся и в полевой артиллерии. Основное преимущество трехосновных порохов, по сравнению с двухосновными, состоит в существенно более низкой температуре пороховых газов при аналогичной эффективности. Перспективы дальнейшего использования порохов, содержащих нитрогуанидин, связаны с авиационными и зенитными орудиями малого калибра, имеющими высокий темп стрельбы.
Бездымный порох позволил произвести на свет современное полуавтоматическое и автоматическое оружие. Чёрный порох оставлял большое количество твердых продуктов (40-50% от массы пороха) в стволах орудий. Основные твердые продукты сгорания дымного пороха, полисульфиды (K2Sn, где n=2-6) и сульфид калия (K2S), притягивают влагу и гидролизуются до калийной щелочи и сероводорода. При сгорании бездымных порохов образуется не более 0,1 - 0,5% твердых продуктов, что позволило осуществлять автоматическую перезарядку оружия с использованием множества подвижных частей. Стоит учесть, что продукты сгорания всех бездымных порохов содержат много оксидов азота, что повышает их корродирующее действие на металл оружия.
Одно- и двухосновные бездымные пороха в наше время составляют основную часть метательных взрывчатых веществ, использующихся в стрелковом оружии. Они настолько распространены, что большинство случаев использования слова «порох» относится именно к бездымному пороху, в частности, когда речь идёт о ручном огнестрельном оружии и артиллерии. Дымные пороха используются в качестве МВВ только в подствольных гранатометах, сигнальных ракетницах и некоторых патронах для гладкоствольного оружия.
В некоторых случаях, например, в ряде кустарных ручных гранат и импровизированных артиллерийских снарядов, бездымный порох может использоваться и в качестве бризантного взрывчатого вещества, для чего плотность заряжания доводят до величины, соответствующей детонации, и используют мощные детонаторы. В отличие от многих взрывчатых веществ, для использования бездымного пороха не обязателен капсюль-детонатор, вполне достаточно любого воспламенителя. Эффективность использования бездымных порохов в качестве БВВ, в случае воспламенения, сравнима с эффективностью использования минного дымного пороха. При использовании мощных детонаторов (на практике не менее 400-600 гр. ТНТ) эффективность находится на уровне большинства индивидуальных БВВ.

## Нестабильность и стабилизация
Нитроцеллюлоза со временем разлагается с выделением оксидов азота, которые катализируют дальнейший распад компонентов пороха.
В процессе реакций разложения выделяется теплота, которой, в случае длительного хранения большого количества пороха или хранения пороха при высоких температурах (на практике, выше 25°С), может быть достаточно для самовоспламенения.
Одноосновные нитроцеллюлозные пороха наиболее подвержены разложению; двухосновные и трёхосновные разлагаются более медленно, что связано с более высоким содержанием стабилизаторов химической стойкости и их более равномерным распределением в объёме пороха, так как нитроглицерин и другие пластификаторы способствуют переводу нитроцеллюлозы в состояние однородного пластика. 
Кислотные продукты химического распада (главным образом, оксиды азота, азотистая и азотная кислоты) энергонасыщенных компонентов пороха могут вызвать коррозию металлов гильзы, пули и капсюля снаряженных боеприпасов или металлов упаковки пороха при отдельном хранении последнего.
Чтобы избежать накопления в составе пороха кислотных продуктов распада, добавляют стабилизаторы, самыми популярными из которых являются дифениламин и центролиты (№1 и №2).
Также применяют 4-нитродифениламин, N-нитрозодифениламин и N-метил-п-нитроанилин.
Стабилизаторы добавляются в количествах порядка 0,5-2 % от общей массы состава; большие же количества могут несколько ухудшить баллистические характеристики пороха за счет смещения кислородного баланса.
Количество стабилизатора со временем уменьшается за счет расходования на реакции с кислотными продуктами разложения пороха, что может привести к самовозгоранию, поэтому взрывчатые вещества должны периодически тестироваться на количество стабилизаторов. Повышение содержания стабилизаторов химической стойкости способствует увеличению продолжительности хранения любых метательных ВВ, но снижает баллистические качества порохового заряда.

## Бездымные взрывчатые компоненты
В состав разных сортов пороха могут входить различные активные и вспомогательные компоненты:
- Взрывчатые вещества:
  - Нитроцеллюлоза, активный компонент большинства бездымных порохов
  - Нитроглицерин, активный компонент двухосновных и трёхосновных составов
  - Нитрогуанидин, компонент трёхосновных составов
  - Ацетилцеллюлоза, добавляется для увеличения дульной энергии и скорости пули
  - Гексоген, добавка к пушечному пороху
- Мягчители, делающие гранулы менее хрупкими
  - Дибутилфталат
  - Polyester adipate (Полиэфирный адипат)

- - Динитротолуол (токсичен, канцероген, устаревший)
- Вяжущие вещества, поддерживающие форму гранул
  - Канифоль
  - Этилацетат
- Стабилизаторы, предотвращают или тормозят самораспад
  - Дифениламин
  - 2-Нитродифениламин
  - 4-нитродифениламин
  - N-нитрозодифениламин
  - N-метил-п-нитроанилин
- Размеднители — добавки, препятствующие накоплению остатков меди (из капсюлей) на внутренней поверхности ствола оружия
  - Олово и его соединения, например, оксид олова
  - Висмут и его соединения, например, оксид висмута, карбонат висмутила, нитрат висмута, антимонид висмута; предпочитают соединения висмута, так как медь растворяется в расплавленном висмуте, образуя хрупкий и легко удаляемый сплав
  - Свинец — металлический (в виде фольги) и его соединения. Не используются из-за токсичности
- Пламегасящие добавки — для того, чтобы уменьшить яркость свечения вырывающихся из ствола при выстреле продуктов сгорания, и тем самым уменьшить демаскировку стрелка, а также его ослепление (особенно при стрельбе в ночное время)
  - Нитрат калия
  - Сульфат калия (оба обладают недостатком — увеличивают количество выделяемого дыма)
  - Хлорид калия
- Добавки, уменьшающие износ ствола USA 16"/50 (40.6 cm) Mark 7
  - Воск
  - Тальк
  - Оксид титана(IV)
  - Полиуретановые пакеты на пороховых порциях в больших орудиях
- Катализаторы — добавки, ускоряющие реакцию горения
  - Нитраты диэтиленгликоля (используется в большинстве случаев динитрат диэтиленгликоля)
  - Нитроксиэтилнитрамины
- Другие добавки
  - Графит — противослёживающая и антистатическая смазка (покрывает гранулы с целью предотвратить их слипание и самовозгорание от искр статического электричества)
  - Карбонат кальция — антикоррозионная добавка, нейтрализующая кислотные продукты распада

Свойства пороха сильно зависят от размера и формы его гранул. Поверхность гранул влияет на изменение их формы и скорость сгорания.
Варьируя форму гранул можно повлиять на давление и кривую процесса сгорания пороха по времени.
Составы, сгорающие быстрее, дают большее давление при более высокой температуре, но также увеличивают износ стволов орудий.
Порох Primex содержит 0—40 % нитроглицерина, 0—10 % дибутилфталата, 0—10 % polyester adipate, 0—5 % канифоли, 0—5 % этилацетата, 0,3—1,5 % дифениламина, 0—1,5 % N-нитрозодифениламина, 0—1,5 % 2-нитрофениламина, 0—1,5 % нитрата калия, 0—1,5 % сульфата калия, 0—1,5 % оксида олова, 0,02—1 % графита, 0—1 % карбоната кальция, и остаток от 100 % — нитроцеллюлозы. USA smokeless powder manufacturer’s Material Safety Data Sheet